# Batalha de Anquíalo (917)
A Batalha de Anquíalo ou Aqueloo (em latim: Anchialus; em búlgaro:  Битката при Ахелой; em grego: Μάχη του Αχελώου), foi travada em 20 de agosto de 917 às margens do rio Anquíalo perto da costa búlgara do mar Negro e da fortaleza de Tutom (atual Pomorie) entre o Império Bizantino e o Búlgaro. O resultado foi uma vitória decisiva dos búlgaros, que não apenas asseguraram os sucessos anteriores de Simão I, como fizeram dele o governante de facto de toda a península Balcânica, com exceção da bem-protegida capital bizantina, Constantinopla, e a região do Peloponeso.
A batalha de Anquíalo foi um dos piores desastres da história do exército bizantino e também um dos maiores triunfos militares da Bulgária. Entre as mais importantes consequências estava o reconhecimento oficial do título de imperador para os monarcas da Bulgária e a consequente afirmação da igualdade entre Bizâncio e a Bulgária.

## Contexto
Após a vitória búlgara na guerra entre 894 e 896, os bizantinos foram forçados a pagar tributo ao tsar Simão I da Bulgária. Em 912, quando o imperador bizantino Leão VI, o Sábio, morreu, seu irmão, Alexandre se recusou a pagar o tributo aos búlgaros. Simão viu nisto uma oportunidade de reiniciar a guerra e de realizar o seu desejo de conquistar Constantinopla. Alexandre morreu no mesmo ano e o novo governo, sob Nicolau I Místico, tentou desesperadamente evitar uma guerra, prometendo que o imperador, ainda criança, Constantino  VII Porfirogênito se casaria com uma das filhas de Simão. Em algum momento, o patriarca e Simão se encontraram do lado de fora das muralhas de Constantinopla para realizar uma cerimônia de coroação. A partir daí, Simão passou a usar o título de "Tsar dos Búlgaros" e o título grego de basileu em seus selos.
Após uma conspiração na corte bizantina em 914, porém, a nova regente, Zoé Carbonopsina, mãe de Constantino, rejeitou o casamento. Como resposta, os búlgaros atacaram a Trácia oriental. Adrianópolis abriu seus portões para Simão em setembro de 914 e sua população reconheceu Sieão como governante enquanto o exército bizantino estava ocupado no oriente. No ano seguinte, os exércitos búlgaros atacaram as regiões de Dirráquio e Tessalônica.

## Preparativos para a batalha
Ambos os lados se prepararam cuidadosamente para a batalha que encerraria o conflito. A imperatriz Zoé queria rapidamente firmar uma paz com os árabes abássidas para poder dedicar todo o exército do oriente numa guerra total contra Simão para destruí-lo completamente. Os bizantinos tentaram encontrar aliados e enviaram enviados aos magiares, pechenegues e sérvios, mas Simão, conhecedor das táticas diplomáticas bizantinas, tomou providências desde o início para subverter quaisquer possíveis alianças entre seus inimigos. Assim, os bizantinos foram forçados a lutar sozinhos.

### O exército bizantino
Por volta de 917, após uma série de campanhas vitoriosas, o Império Bizantino estabilizou suas fronteiras orientais e os generais João Bogas e Leão Focas conseguiram juntar tropas adicionais na Ásia Menor para reforçar a tagmata imperial e suas tropas europeias, num total de 30 a 60 000 homens. Este era um exército muito grande para os padrões da época e seu objetivo era a eliminação completa da ameaça búlgara no norte. O espírito das forças bizantinas foi elevado ainda mais quando as tropas receberam o pagamento adiantado e uma frota sob o comando de Romano I Lecapeno zarpou para o norte na desembocadura do Danúbio. Os bizantinos haviam tentado subornar as tribos pechenegues a atacarem os búlgaros, mas Romano não concordou em transportá-las através do Danúbio e, por isso, elas atacaram o território búlgaro por conta própria.

### O exército búlgaro
O tamanho do exército búlgaro sob o comando de Simão I da Bulgária é desconhecido. Apesar de terem arruinado as negociações diplomáticas bizantinas, os búlgaros ainda temiam que os antigos aliados de seu inimigo, os pechenegues e os magiares, pudessem atacá-los do norte. Por isso, dois pequenos exércitos foram enviados para proteger a fronteira setentrional do vasto Império Búlgaro, que se estendia da Bósnia no oeste até o rio Dniepre no oriente. Além disso, as forças búlgaras sob Marmais foram deslocadas para a fronteira ocidental com a Sérvia para prevenir uma possível revolta.

## A batalha
O exército bizantino marchou para o norte e acampou nas proximidades da poderosa fortaleza de Anquíalo. Leão Focas pretendia invadir a Mésia e se encontrar com os pechenegues e as tropas de Lecapeno em Dobrudzha. Simão rapidamente concentrou suas tropas nas elevações à volta da fortaleza.
Na manhã de 20 de agosto de 917, a batalha entre os búlgaros e bizantinos iniciou-se às margens do rio Anquíalo, próximo à atual vila de Acheloi, oito quilômetros ao norte de Anquíalo (atual Pomorie) na costa búlgara do mar Negro. Os generais bizantinos planejaram flanquear a ala direita búlgara para deslocar as tropas de Simão dos passos dos Balcãs. O governante búlgaro concentrou suas mais poderosas forças em duas alas e deixou o centro relativamente enfraquecido para conseguir cercar o inimigo quando ele cedesse ao ataque bizantino. O próprio Simão se encarregou da grande reserva de cavalaria escondida pelas colinas, que então dariam o golpe final decisivo.
O ataque bizantino foi feroz e não demorou para os búlgaros começarem a recuar vagarosamente. A cavalaria inimiga atacou a infantaria no centro, matando muitos búlgaros. A posição de Simão se tornou desesperada pois eles não estavam conseguindo manter a defesa das colinas ao sul do rio e começaram um acelerado recuo para o norte. Encorajados, os bizantinos iniciaram uma perseguição e suas formações logo começaram a perder a disciplina, especialmente após um boato ter se espalhado dando conta que o seu comandante, Leão Focas, teria sido morto. Neste ponto, Simão, que já havia percebido a confusão na formação bizantina, ordenou que o exército mantivesse suas posições e, à frente de sua cavalaria pesada, atacou a ala esquerda bizantina por detrás das colinas. Com um massacre irresistível, a cavalaria desceu impiedosamente sobre os bizantinos que imediatamente cederam, entraram em pânico e iniciaram uma fuga desesperada.
| “ | ...e mesmo hoje ainda se podem ver pilhas de ossos em Anquíalo, onde o exército romano em fuga foi massacrado de forma desgraçada. | ” |
|   | — Leão, o Diácono, 75 anos depois, História.                                                                                       |   |

Alguns bizantinos tentaram repelir o ataque da cavalaria, mas foram também atacados pela infantaria búlgara. O tsar Simão entrou na batalha e perdeu sei cavalo branco no auge do combate. Os bizantinos foram completamente destruídos. Leão Focas se salvou fugindo para Mesembria (atual Nesebar) na Bulgária, mas, no centro da batalha, Constantino Lips, João Grapson e diversos outros comandantes (arcontes) foram mortos juntamente com uma grande quantidade de soldados e oficiais. No final do dia, os búlgaros venceram também as defesas de Mesembria e capturaram a cidade. Leão Focas escapou por pouco embarcando num navio.

## Resultado

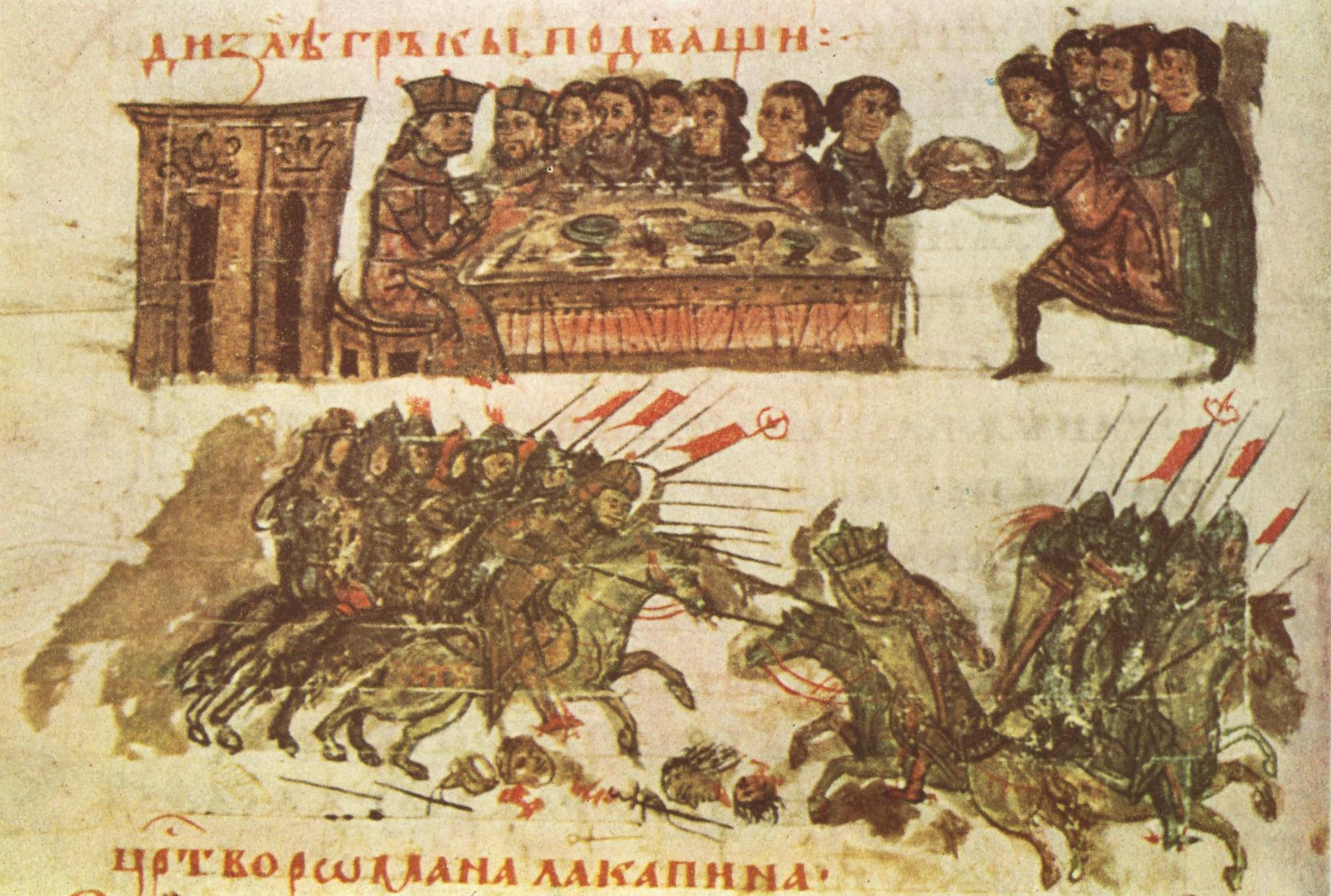
Festa em Constantinopla em honra a Simeão I da Bulgária. Iluminura na Crônica de Constantino Manasses

O que restou do exército bizantino fugiu até chegar em Constantinopla perseguido pelos búlgaros. Dias depois, Focas foi derrotado novamente na Batalha de Catasirtas, na qual o restante das tropas bizantinas foi derrotada após um combate noturno. O caminho para Constantinopla então estava livre para os búlgaros. Os bizantinos propuseram um novo tratado de paz, Simão entrou na cidade imperial e foi coroado, pela segunda vez, como "tsar" (o título eslavônico para "césar") "de todos os Búlgaros e Romanos". Simão também exigiu que sua filha se casasse com Constantino VII, o filho da imperatriz Zoé Carbonopsina, mas ela se recusou e se aliou com a Sérvia e a Hungria contra ele. Porém, em agosto de 918, o general Romano I Lecapeno articulou um golpe de estado para depor Zoé e a confinou no mosteiro de Santa Eufêmia em Pétrio, tomando o poder para si. A aliança com os sérvios adiou o assalto decisivo à Constantinopla, pois Simão decidiu assegurar a sua retaguarda e, para isso, enviou um exército liderado por Marmais e Teodoro Sigritzes para destruí-los. Seus generais capturaram o príncipe sérvio, Pedro, mas o tempo perdido foi precioso para que os bizantinos pudessem se recuperar do desastre anterior.

## Importância
A Batalha de Anquíalo foi uma das mais importantes batalhas nas longas guerras bizantino-búlgaras. Ela frustrou definitivamente as ambições bizantinas na Bulgária, assegurou a concessão do título imperial para os monarcas búlgaros e, por conseguinte, estabeleceu firmemente o papel da Bulgária como grande ator na Europa. Porém, o casamento dinástico que Simão desejava estabelecer com a família imperial bizantina não ocorreu. Após a sua morte, em 927, porém, seu sucessor Pedro I conseguiu assegurar a mão de Maria Lecapena, a neta de Romano I, e, com ela, um tributo anual, um novo reconhecimento do título imperial e a autocefalia da Igreja Ortodoxa Búlgara. Este acordo iniciou um período de quarenta anos de relações pacíficas entre as duas potências, um período de estabilidade e prosperidade para o Primeiro Império Búlgaro.